# Saint-Gilles (Gard)
Saint-Gilles (en occitano: Sant Gèli), también conocida como Saint-Gilles-du-Gard,  es una ciudad y comuna francesa, situada en el departamento del Gard en la región de Occitania.

## Demografía[3]
| 5 000 | 5 047 | 5 212 | 5 600 | 5 635 | 5 797 | 5 832 | 5 985 | 6 132 | 6 365 | 6 804 | 6 211 | 6 302 | 5 268 | 5 503 | 5 947 | 6 110 | 6 381 | 6 300 | 6 258 | 5 924 | 5 613 | 5 833 | 5 325 | 5 335 | 5 789 | 6 721 | 8 742 | 8 679 | 9 887 | 11 304 | 11 626 | 13 234 | 13 211 |
| Para los censos de 1962 a 1999 la población legal corresponde a la población sin duplicidades (Fuente: INSEE [Consultar]) |       |       |       |       |       |       |       |       |       |       |       |       |       |       |       |       |       |       |       |       |       |       |       |       |       |       |       |       |       |        |        |        |        |

## Lugares de interés
- Abadía de Saint-Gilles, románica del siglo XII, Patrimonio de la Humanidad por la Unesco.
- Casa románica de Saint-Gilles, monumento histórico de Francia desde el año 1862.

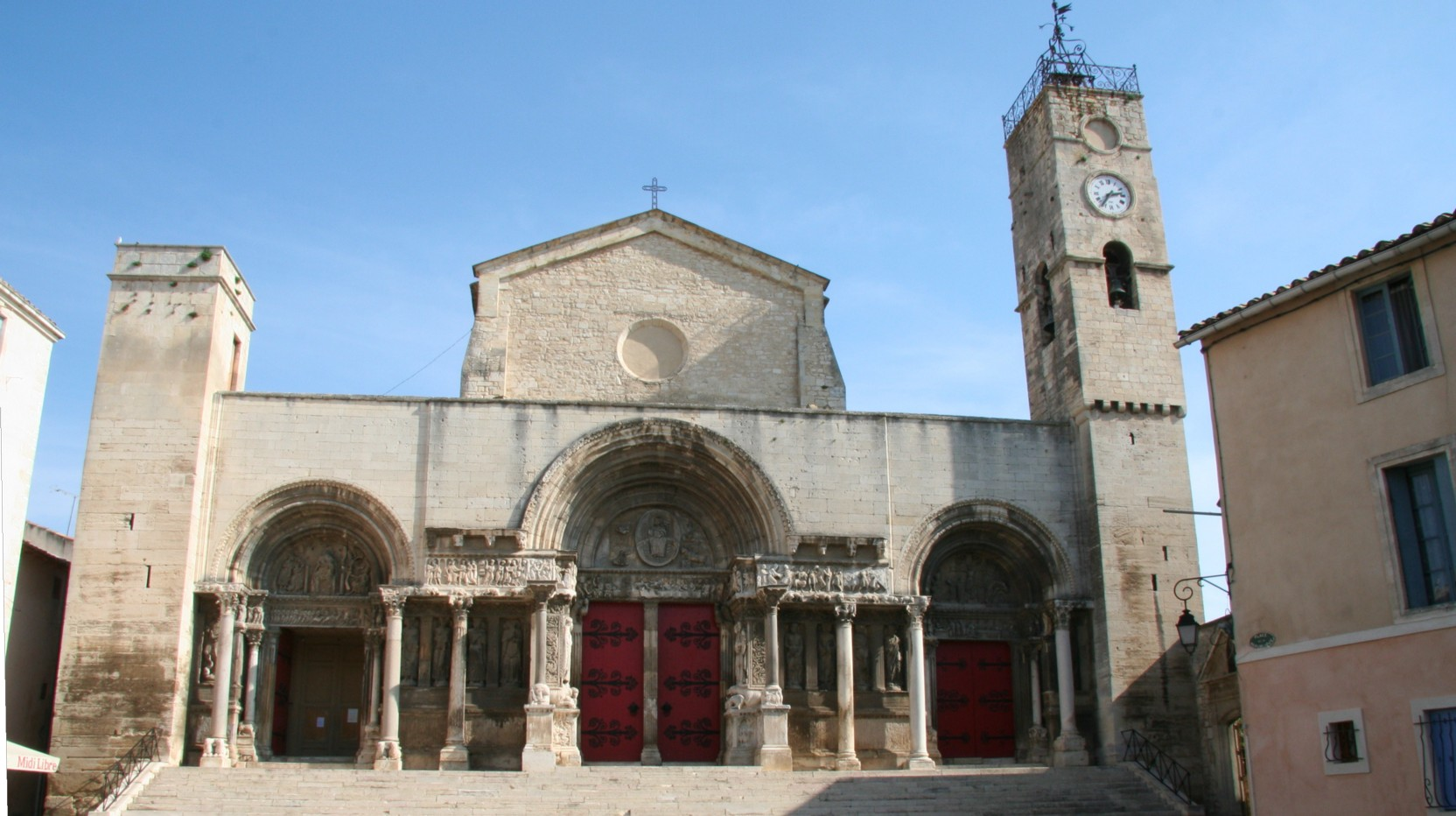
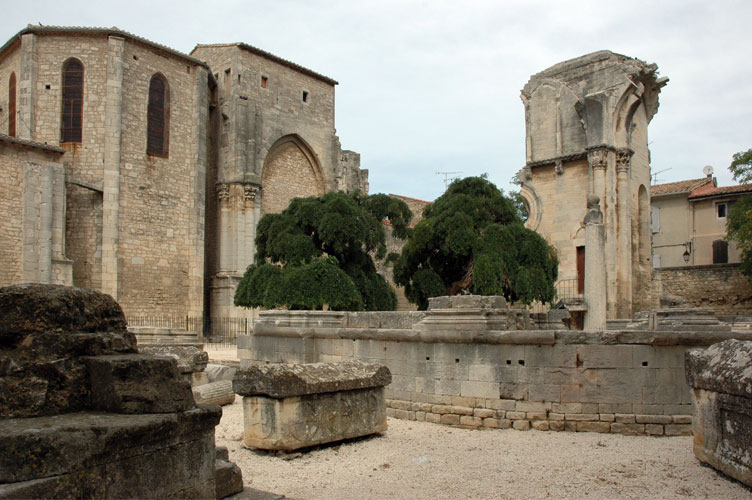
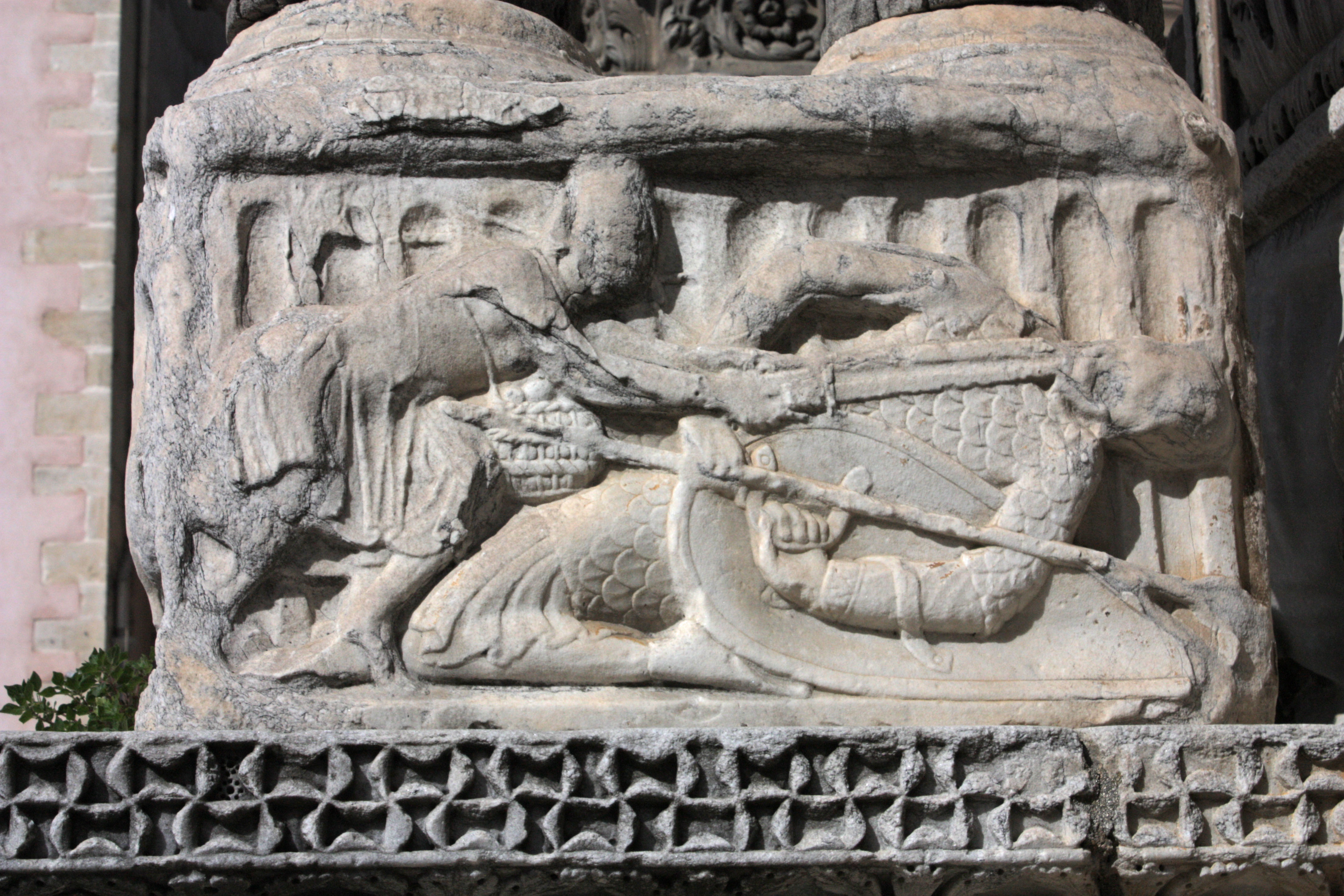

## Historia[7]

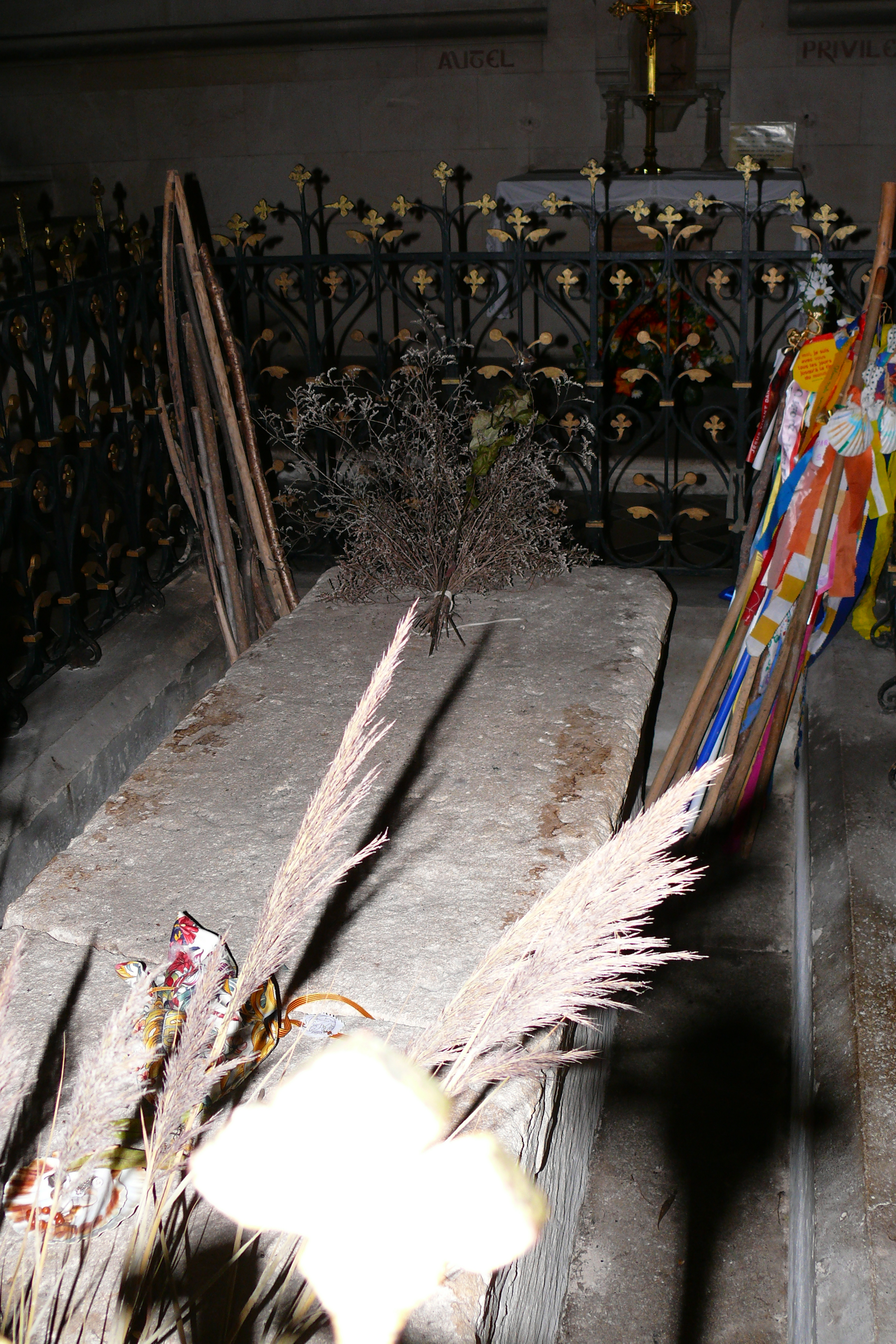
Tumba de San Egidio

Durante la Edad Media, Saint-Gilles no sólo constituía un lugar de peregrinación por la presencia de la tumba del legendario fundador de la comunidad de monjes, el rico comerciante ateniense Egidio, sino que también era el punto de embarque para los peregrinos franceses que iban a Roma y el punto de partida de los que procedentes de Italia y Arlés iban hacia Santiago. Por este motivo, en el siglo XIII se calcula que la población alcanzaba los cuarenta mil habitantes.

## Personalidades
- Raimundo VI de Tolosa, nació en esta población en el 27 de octubre de 1156.
- El papa Clemente IV, nacido en la población.
- Pierre de Castelnau, legado papal, asesinado en St.Gilles en 1208, hecho que ocasionó el Casus Belli de la cruzada albigense por la Iglesia de Roma.
- Georges-Jean Arnaud, nacido en la localidad en 1928, escritor.